# Мохакар
Мохакар (ісп. Mojácar) — муніципалітет в Іспанії, у складі автономної спільноти Андалусія, у провінції Альмерія. Населення — 7745 осіб (2010).
Муніципалітет розташований на відстані близько 400 км на південний схід від Мадрида, 65 км на північний схід від Альмерії.
На території муніципалітету розташовані такі населені пункти: (дані про населення за 2010 рік)
- Ель-Агуа-дель-Медіо-Сопальмо: 137 осіб
- Ла-Алькантарілья: 136 осіб
- Лас-Альпаратас: 44 особи
- Лас-Куартільяс: 21 особа
- Мохакар: 1782 особи
- Мохакар-Плая: 5625 осіб

## Демографія
Динаміка населення (INE ):

## Галерея зображень

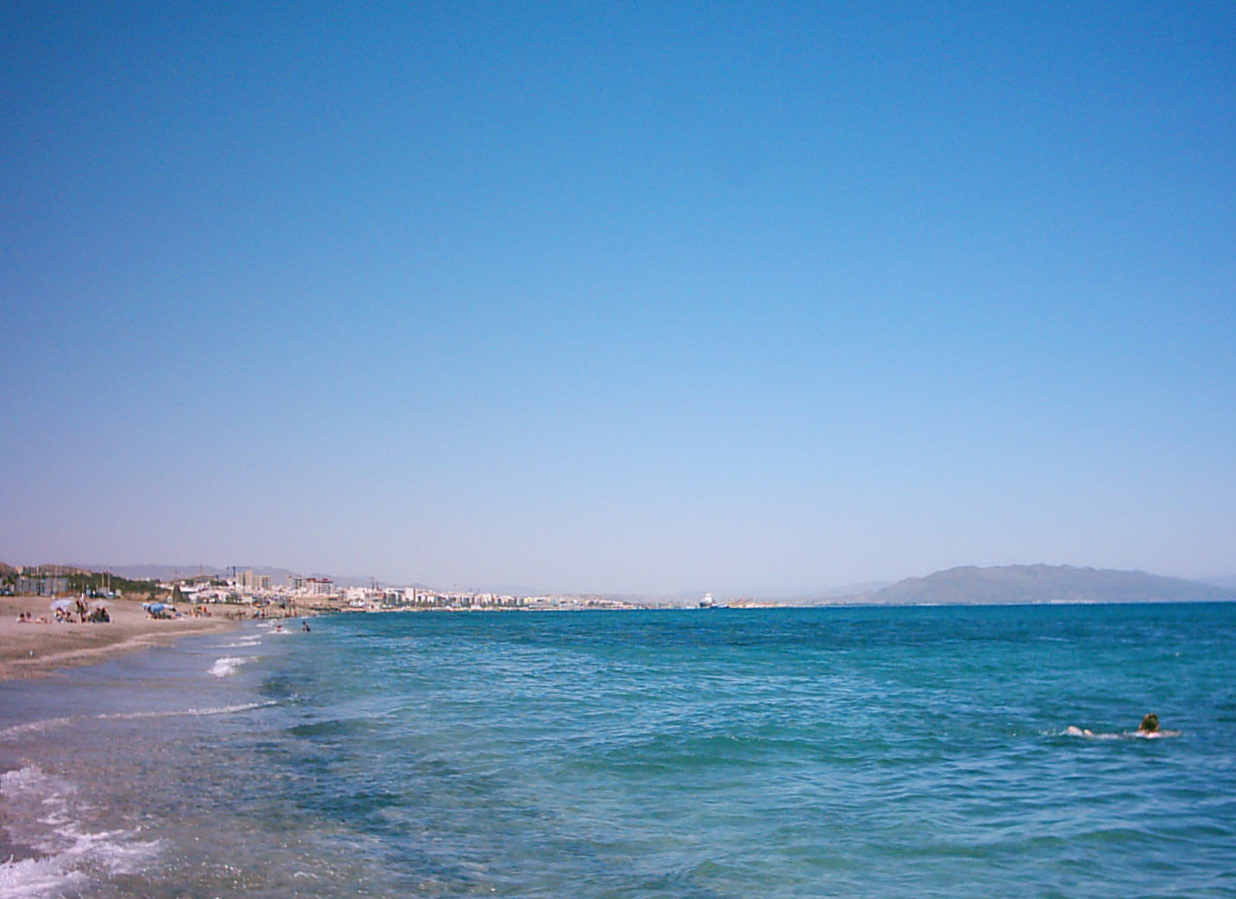
Пляж у Мохакарі
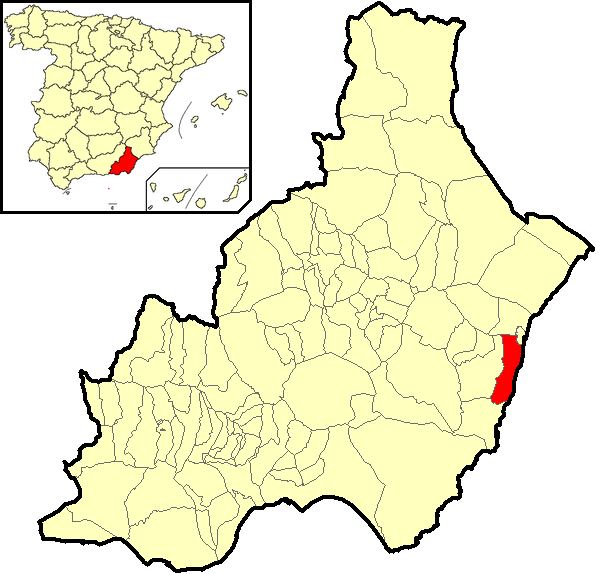
Розташування муніципалітету Мохакар у провінції Альмерія
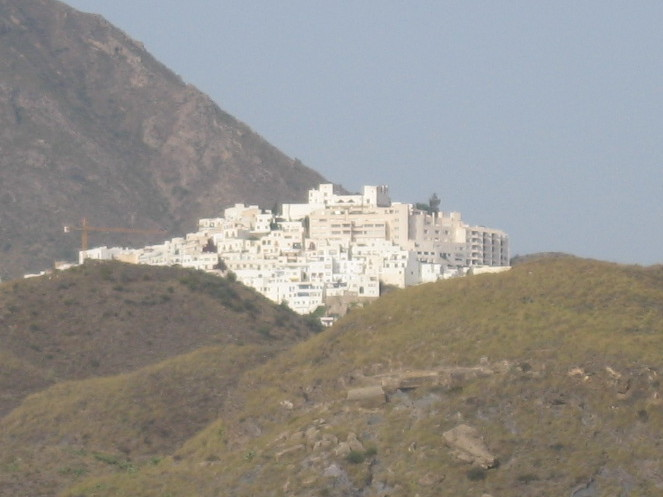
Мохакар, вид з пляжу